# Необыкновенный плейлист Зои
«Необыкновенный плейлист Зои» (англ. Zoey's Extraordinary Playlist) — американский комедийно-драматический телесериал, премьера состоялась 7 января 2020 года на канале NBC. Каждый эпизод включает несколько песенных и танцевальных номеров, которые развивают сюжетную линию.
В сериале снимаются Джейн Леви, Скайлар Эстин, Алекс Ньюэлл, Джон Кларенс Стюарт, Питер Галлахер, Мэри Стинберджен, Лорен Грэм и другие. Сериал получил в целом положительные отзывы от критиков и телезрителей.

## Сюжет
История совсем обычной девушки Зои Кларк, сотрудницы компании по разработке программного обеспечения. Во время обследования на МРТ в городе происходит землетрясение, аппарат дает сбой, и девушка приобретает сверхспособность. Она начинает слышать мысли людей, но в странной форме — в виде песен или музыкальных номеров. В результате с Зои происходят то комичные, то мелодраматичные ситуации. Она продвигается по служебной лестнице, находит общий язык с одними людьми и при этом теряет отношения с другими. Общение с друзьями и родственниками осложняется, но Зои узнает о них много нового и пытается помочь в решении их проблем (но не всегда удачно). Сериал демонстрирует то, на сколько наши мысли и желания могут отличаться от действий, которые мы реально предпринимаем.

## В ролях

### Основной состав
- Джейн Леви — Зои Кларк, молодая программистка, которая обретает суперсилу — способность слышать мысли людей через популярные песни. Зои работает в Сан-Франциско в офисе SPRQ Point — организации, специализирующейся на производстве гаджетов и приложений.
- Скайлар Эстин — Макс Ричман, коллега в SPRQ Point и лучший друг Зои, который в неё влюблен.
- Питер Галлахер — Митч Кларк, отец Зои, инвалид, страдающий от быстро прогрессирующего заболевания (ПСПВ).
- Алекс Ньюэлл — Мо, сосед Зои, диджей, гендер-флюид, который помогает Зои познать свою суперспособность.
- Джон Кларенс Стюарт — Саймон, новый сотрудник SPRQ Point, который переживает потерю отца и сближается на фоне трагедии с Зои.
- Лорен Грэм — Джоан, работодательница Зои в SPRQ Point.
- Мэри Стинберджен — Мэгги Кларк, мама Зои.

## Обзор сезонов
| Сезон | Сезон | Эпизоды | Дата показа   | Дата показа | Рейтинг Нильсона | Рейтинг Нильсона       |
| Сезон | Сезон | Эпизоды | Премьера      | Финал       | Ранк             | Зрители США (миллионы) |
| ----- | ----- | ------- | ------------- | ----------- | ---------------- | ---------------------- |
|       | 1     | 12      | 7 января 2020 | 3 мая 2020  | 102              | 3.06                   |
|       | 2     | 13      | 5 января 2021 | 16 мая 2021 | 109              | 2.60                   |

## Список эпизодов

### Сезон 1 (2020)
| № общий | № в сезоне | Название                                                            | Режиссёр                      | Автор сценария                                  | Дата премьеры   | Произв. код | Зрители в США (млн) |
| ------- | ---------- | ------------------------------------------------------------------- | ----------------------------- | ----------------------------------------------- | --------------- | ----------- | ------------------- |
| 1       | 1          | «Пилот» «Pilot»                                                     | Richard Shepard               | Austin Winsberg                                 | 7 января 2020   | 101         | 2.66                |
| 2       | 2          | «Необыкновенный Лучший Друг Зои» «Zoey's Extraordinary Best Friend» | Adam Davidson                 | Austin Winsberg                                 | 16 февраля 2020 | 102         | 2.01                |
| 3       | 3          | «Необыкновенный Босс Зои» «Zoey's Extraordinary Boss»               | Daisy von Scherler Mayer      | Sam Laybourne                                   | 23 февраля 2020 | 103         | 1.96                |
| 4       | 4          | «Необыкновенный Сосед Зои» «Zoey's Extraordinary Neighbor»          | Adam Davidson                 | Gretchen J. Berg, Aaron Harberts                | 1 марта 2020    | 104         | 2.06                |
| 5       | 5          | «Необыкновенный Провал Зои» «Zoey's Extraordinary Failure»          | Darnell Martin                | Jack Kenny, Austin Winsberg                     | 8 марта 2020    | 105         | 1.93                |
| 6       | 6          | «Необыкновенный Выходной Зои» «Zoey's Extraordinary Night Out»      | Rose Troche                   | Lindsey Rosin                                   | 15 марта 2020   | 106         | 1.93                |
| 7       | 7          | «Необыкновенное Признание Зои» «Zoey's Extraordinary Confession»    | Richie Keen                   | Davah Avena                                     | 22 марта 2020   | 107         | 1.95                |
| 8       | 8          | «Необыкновенный Сбой Зои» «Zoey's Extraordinary Glitch»             | Jon Turteltaub                | Samantha McIntyre                               | 29 марта 2020   | 108         | 1.88                |
| 9       | 9          | «Необыкновенная Тишина Зои» «Zoey's Extraordinary Silence»          | Charles Stone III             | Matthew Irving Epstein                          | 5 апреля 2020   | 109         | 1.94                |
| 10      | 10         | «Необыкновенный Взрыв Зои» «Zoey's Extraordinary Outburst»          | Tristram Shapeero             | Adam Armus                                      | 19 апреля 2020  | 110         | 1.98                |
| 11      | 11         | «Необыкновенная Мама Зои» «Zoey's Extraordinary Mother»             | Adam Davidson                 | Gretchen J. Berg, Aaron Harberts, Sam Laybourne | 26 апреля 2020  | 111         | 1.70                |
| 12      | 12         | «Необыкновенный Папа Зои» «Zoey's Extraordinary Dad»                | Jon Turteltaub, Adam Davidson | Austin Winsberg                                 | 3 мая 2020      | 112         | 1.98                |

### Сезон 2 (2021)
| № общий | № в сезоне | Название                                                       | Режиссёр   | Автор сценария | Дата премьеры  | Произв. код | Зрители в США (млн) |
| ------- | ---------- | -------------------------------------------------------------- | ---------- | -------------- | -------------- | ----------- | ------------------- |
| 13      | 1          | «Необыкновенное возвращение Зои» «Zoey's Extraordinary Return» | Неизвестно | Неизвестно     | 5 января 2021  | 201         | 3.01                |
| 14      | 2          | «Zoey's Extraordinary Distraction»                             | Неизвестно | Неизвестно     | 12 января 2021 | 202         | 2.66                |
| 15      | 3          | «Zoey's Extraordinary Dreams»                                  | Неизвестно | Неизвестно     | 19 января 2021 | 203         | 2.41                |
| 16      | 4          | «Zoey's Extraordinary Employee»                                | Неизвестно | Неизвестно     | 26 января 2021 | 204         | 2.31                |
| 17      | 5          | «Zoey's Extraordinary Trip»                                    | Неизвестно | Неизвестно     | 2 февраля 2021 | 205         | 2.24                |
| 18      | 6          | «Zoey's Extraordinary Reckoning»                               | Неизвестно | Неизвестно     | 9 февраля 2021 | 206         | 2.19                |
| 19      | 7          | «Zoey's Extraordinary Memory»                                  | Неизвестно | Неизвестно     | 28 марта 2021  | 207         | 1.20                |
| 20      | 8          | «Zoey's Extraordinary Birthday»                                | Неизвестно | Неизвестно     | 4 апреля 2021  | 208         | 1.18                |
| 21      | 9          | «Zoey's Extraordinary Mystery»                                 | Неизвестно | Неизвестно     | 11 апреля 2021 | 209         | 1.43                |
| 22      | 10         | «Zoey's Extraordinary Girls' Night»                            | Неизвестно | Неизвестно     | 18 апреля 2021 | 210         | 1.20                |
| 23      | 11         | «Zoey's Extraordinary Double Date»                             | Неизвестно | Неизвестно     | 2 мая 2021     | 211         | 1.30                |
| 24      | 12         | «Zoey's Extraordinary Session»                                 | Неизвестно | Неизвестно     | 9 мая 2021     | 212         | 1.31                |
| 25      | 13         | «Zoey's Extraordinary Goodbye»                                 | Неизвестно | Неизвестно     | 16 мая 2021    | 213         | 1.28                |

## Производство

### Разработка
11 июня 2020 года телеканал NBC продлил телесериал на второй сезон. Премьера второго сезона из 13 серий состоялась 5 января 2021 года.
9 июня 2021 года телеканал NBC закрыл телесериал после второго сезона.
8 сентября 2021 года было объявлено, что телесериал вернется в эфир на потоковой ТВ-приставке Roku в формате специального рождественского фильма «Необыкновенное Рождество Зои». Также на приставке будут доступны все 25 эпизодов сериала.